# Dançarino-de-garganta-branca
Manaquim-de-garganta-branca ou dançarino-de-garganta-branca (Corapipo gutturalis) é uma espécie de ave da família Pipridae.
Pode ser encontrada nos seguintes países: Brasil, Guiana Francesa, Guiana, Suriname e Venezuela.
Os seus habitats naturais são as florestas subtropicais ou tropicais húmidas de baixa altitude na Amazônia.